# میچون
پادشاه میچون (به کره‌ای: 미천태왕)، (سلطنت: ۳۰۰~۳۳۱ میلادی)؛ پانزدهمین امپراتور گوگوریو، شمالی‌ترین در میان سه پادشاهی کره و او پسر «گو دولگو» و نوه سیزدهمین امپراتور گوگوریو پادشاه سوچون بود. او همچنین با نام پادشاه هویانگ نیز شناخته می‌شود. پادشاه میچئون در دوران سلطنت خود، در تضاد شدیدی با ارتش چین و قدرت‌های منطقه‌ای بود.
میچئون با کمک نخست‌وزیر چانگ‌جوری، پادشاه جدید گوگوریو شد و با گسترش قلمرو و تثبیت اقتدار سلطنتی، سهم بسزایی در توسعه گوگوریو داشت. به عبارت دیگر، او پادشاه بزرگی بود که پایه و اساس عصر طلایی گوگوریو را بنا نهاد. میچئون بلافاصله پس از رسیدن به تخت سلطنت، قوم سوشین را شکست داد و به عنوان یک قهرمان ظهور کرد و سپس عموی خود، شاهزاده آن-گوک را به دلیل خیانت و دسیسه اعدام کرد.

## سابقه و به‌دست آوردن تخت پادشاهی
او نوه سیزدهمین پادشاه گوگوریو، پادشاه سوچون، و پسر شاهزاده «دولگو» بود، که توسط برادرش چهاردهمین فرمانروا، پادشاه بونگسانگ، کشته شد.
پادشاه میچون درخفا مدتی، به عنوان یک خدمتکار و بازرگان نمک زندگی کرد، اما بعد از پادشاه بونگسانگ که توسط صاحب منصبان دربار برکنار شد، به پادشاهی رسید. داستان زندگی پادشاه میچون در دورانی که مخفی شده بود و قبل از اینکه به پادشاهی برسد در کتاب سامگوک ساگی ثبت شده است. گفته شده است که او به عنوان خدمتکار یک فرماندار محلی مجبور بوده است که در طول شب به تالابی سنگ پرتاب کند تا قورباغه‌ها ساکت بمانند، سپس او فرار کرد و با یک بازرگان نمک ملاقات کرد، و در هنگام سفر برای فروش نمک با سختیهای بسیار بیشتری روبرو شد.
در این بین، نفرت از پادشاه بونگسانگ افزایش پیدا کرد، و صاحب منصبان دربار با هدایت وزیر اعظم چانگ جوری، کودتا کردند و پادشاه پادشاه بونگسانگ را از قدرت برکنار کرده و پادشاه میچون، را به سلطنت رساندند.

## حکومت
میچون به تدریج ارتش گوگوریو را گسترش داد و به یک نیروی توانمند تبدیل کرد. در طی تجزیه دودمان جین، او مرزهای گوگوریو را تا شبه‌جزیره لیائودونگ و فرمانداری‌های چین، گسترش داد.
اولین لشکرکشی او در سال ۳۰۲ میلادی، بر ضد فرمانداری هیونتو صورت گرفت. او فرمانداری لیلانگ را در سال ۳۱۳ و فرمانداری دایفنگ را در سال ۳۱۴ میلادی بعد از حمله به سوآنپیونگ در لیائودونگ ضمیمه خاک گوگوریو کرد.
در دوران حکومت او، گوگوریو با افزایش نفوذ ژیان‌بی در غرب، علی‌الخصوص حملات «قبیله مورونگ» به لیائودونگ، مواجه شد. میچون با سایر قبایل شیان‌بی در برابر «قبیله مورونگ» متحد شد، اما موفقیت‌آمیز نبود. در سال ۳۱۹ میلادی، یکی از ژنرالهای گوگوریو به نام «یو نوجا» توسط نیروهای «مورونگ» دستگیر شد. در تمام این مدت، گوگوریو و «مورونگ» به مواضع یکدیگر حمله کردند، اما هیچ‌کدام پیروزی با دوام و پایایی به‌دست نیاوردند.
پادشاه میچون بارها به بکجه پادشاهی جنوبی کره حمله کرد. در طی این جنگ‌ها با ۱۱ دهمین پادشاه بکجه، پادشاه بیریو توانست بیش از سی هزار سرباز او را نابود کند پادشاه میچون بیش از ۷۲ بار با مهاجمان ژیان‌بی و بکجه جنگید و در اغلب آنها پیروز شد او در آن زمان بسیار محبوب بود و مردم به او به عنوان نماد ملی نگاه می‌کردند.

## مرگ و عواقب آن
پادشاه میچون در سال ۳۳۱ میلادی مرد و در «میچون وون» دفن گردید. ۱۲ سال بعد در دوران حکومت پادشاه گگوگوون، بقایای جسد او توسط مهاجمان یان سابق از قبر بیرون آورده و به عنوان خون‌بها نزد آن‌ها نگه داشته شد.

## خانواده
- پدر: شاهزاده گو دولگو
  - پدربزرگ: پادشاه سوچون
  - مادربزرگ: ملکه او، از قبیله سونو
- همسر: ملکه جو، از قبیله جو؛ در سال ۳۴۲ میلادی هنگامی که مورونگ هوانگ به گوگوریو حمله کرد تا زمانی که درسال ۳۵۵ میلادی توانست برگردد، به عنوان گروگان در کنار جسد پادشاه گروگان گرفته شد.
  - پسر: شاهزاده سایو (پادشاه گگوگوون؛ مرگ ۳۷۱ میلادی)
  - پسر: شاهزاده مو